# Sistema di gestione della sicurezza sul lavoro
Il sistema di gestione della sicurezza sul lavoro, in sigla SGSL, ai sensi della legge italiana, indica un sistema organizzativo aziendale finalizzato a garantire il raggiungimento degli obiettivi di salute e sicurezza cercando, attraverso la strutturazione e la gestione, di massimizzare i benefici minimizzando al contempo i costi.

## Caratteristiche
Un sistema di gestione della sicurezza sul lavoro correttamente implementato deve garantire:
- la riduzione dei costi derivanti da incidenti, infortuni e malattie correlate al lavoro attraverso la minimizzazione dei rischi a cui possono essere esposti gli addetti e in genere tutte le persone che possono ruotare attorno all'azienda (clienti/utenti, fornitori, ecc.)
- il miglioramento dei livelli di salute e sicurezza sul lavoro
- la massima facilità nel poter produrre tutta la documentazione richiesta dalle nuove norme

## La normativa italiana sugli SGSL
L'articolo 30 del D.Lgs. 81/08, Modelli di organizzazione e di gestione, si occupa di definire le norme per i sistemi di gestione della sicurezza sul lavoro.
- Il modello di organizzazione e di gestione idoneo ad avere efficacia esimente della responsabilità amministrativa delle persone giuridiche, delle società e delle associazioni anche prive di personalità giuridica di cui al decreto legislativo 8 giugno 2001, n. 231, deve essere adottato ed efficacemente attuato, assicurando un sistema aziendale per l'adempimento di tutti gli obblighi giuridici relativi:
  - al rispetto degli standard tecnico-strutturali di legge relativi a attrezzature, impianti, luoghi di lavoro, agenti chimici, fisici e biologici;
  - alle attività di valutazione dei rischi e di predisposizione delle misure di prevenzione e protezione conseguenti;
  - alle attività di natura organizzativa, quali emergenze, primo soccorso, gestione degli appalti, riunioni periodiche di sicurezza, consultazioni dei rappresentanti dei lavoratori per la sicurezza;
  - alle attività di sorveglianza sanitaria;
  - alle attività di informazione e formazione dei lavoratori;
  - alle attività di vigilanza con riferimento al rispetto delle procedure e delle istruzioni di lavoro in sicurezza da parte dei lavoratori;
  - all'acquisizione di documentazioni e certificazioni obbligatorie di legge;
  - alle periodiche verifiche dell'applicazione e dell'efficacia delle procedure adottate.
- Il modello organizzativo e gestionale di cui al comma 1 deve prevedere idonei sistemi di registrazione dell'avvenuta effettuazione delle attività di cui al comma 1.
- Il modello organizzativo deve in ogni caso prevedere, per quanto richiesto dalla natura e dimensioni dell'organizzazione e dal tipo di attività svolta, un'articolazione di funzioni che assicuri le competenze tecniche ei poteri necessari per la verifica, valutazione, gestione e controllo del rischio, nonché un sistema disciplinare idoneo a sanzionare il mancato rispetto delle misure indicate nel modello.
- Il modello organizzativo deve altresì prevedere un idoneo sistema di controllo sull'attuazione del medesimo modello e sul mantenimento nel tempo delle condizioni di idoneità delle misure adottate. Il riesame e l'eventuale modifica del modello organizzativo devono essere adottati, quando siano scoperte violazioni significative delle norme relative alla prevenzione degli infortuni e all'igiene sul lavoro, ovvero in occasione di mutamenti nell'organizzazione e nell'attività in relazione al progresso scientifico e tecnologico.
- In sede di prima applicazione, i modelli di organizzazione aziendale definiti conformemente alle Linee guida UNI-INAIL per un sistema di gestione della salute e sicurezza sul lavoro (SGSL) del 28 settembre 2001 o al OHSAS 18001 (o versioni successive o nuove norme equivalenti[1]) si presumono conformi ai requisiti di cui al presente articolo per le parti corrispondenti. Agli stessi fini ulteriori modelli di organizzazione e gestione aziendale possono essere indicati dalla Commissione di cui all'articolo 6.
- La commissione consultiva permanente per la salute e sicurezza sul lavoro elabora procedure semplificate per l'adozione e la efficace attuazione dei modelli di organizzazione e gestione della sicurezza nelle piccole e medie imprese. Tali procedure sono recepite con decreto del Ministero del lavoro, della salute e delle politiche sociali.
- L'adozione del modello di organizzazione e di gestione di cui al presente articolo nelle imprese fino a 50 lavoratori rientra tra le attività finanziabili ai sensi dell'articolo 11.